# 冯淇辉
冯淇辉（1919年6月—？），男，汉族，广东广州人，中国兽医药理学及毒理学家，曾任华南农业大学教授、博士生导师。